# Gmina Słopnice
Die Gmina Słopnice ist eine Landgemeinde im Powiat Limanowski im Süden der Woiwodschaft Kleinpolen in Polen. Sie besteht nur aus dem gleichnamigen Dorf und einer Siedlung.

## Geographie
Die Gemeinde liegt im Süden der Woiwodschaft in den Beskiden am Fuße der 1170 Meter hohen Mogielica.

## Gliederung
Die Landgemeinde (gmina wiejska) besteht aus dem großen Dorf Słopnice mit den fünf Schulzenämtern (sołectwa): Słopnice I–V sowie der Siedlung Zaświercze.
Die Schulzenämter werden auch als Słopnice Dolne Królewskie, Słopnice Mogielica, Słopnice Górne, Słopnice Granice und Słopnice Dolne Szlacheckie bezeichnet. Diese untergliedern sich in eine Vielzahl kleiner Ortsteile.

## Gemeindepartnerschaft
Die Gemeinde ist eine Partnerschaft mit Zajta (dt. Saiten) in Ungarn eingegangen.

## Persönlichkeiten
Eli Sanders wurde 1904 in Słopnice geboren und wanderte 1921 in die Vereinigten Staaten aus. Er ist der Vater des US-Senators Bernie Sanders.